# Boat anchor
Boat anchor (geschrieben auch Boatanchor) ist ein nicht nur unter Funkamateuren verbreiteter Spitzname für besonders voluminöse und schwergewichtige elektronische Geräte, die im Deutschen zuweilen auch in wörtlicher Übersetzung als Bootsanker bezeichnet werden.

## Geschichte

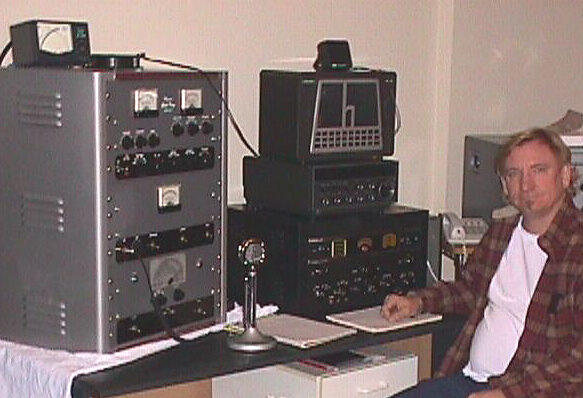
Rock-Gitarrist und Funkamateur Joe Walsh, WB6ACU, vor seinem Boat anchor.

Der Begriff ist in etwa analog dem Oldtimer im Fahrzeugbereich, für den allerdings keine deutsche Übersetzung üblich ist. Außerdem handelt es sich bei Boat anchor nicht um einen Scheinanglizismus, sondern um einen Begriff, der genau so auch im Englischen verwendet wird. Gemeint sind insbesondere Funkgeräte, wie sie um die Mitte des 20. Jahrhunderts teilweise gebräuchlich waren, aber aus heutiger Sicht als nicht mehr zeitgemäß, sondern als obsolet angesehen werden.
Dazu gehören insbesondere Sender, die Röhrentechnik nutzen, aber auch Röhrenverstärker und Röhrenempfänger. Im weiteren Sinne wird der Begriff ebenso auf Röhrencomputer und andere Geräte übertragen, die große und schwere elektrische Bauteile wie Transformatoren enthalten, die aufgrund des Einsatzes heutiger moderner integrierter Schaltkreise (ICs) nicht mehr benötigt werden. 
Bekannte Herstellernamen aus der damaligen Zeit sind Collins, Hallicrafters, Hammarlund, Heathkit oder National, die entsprechende Geräte für den zivilen und militärischen Markt gefertigt haben.

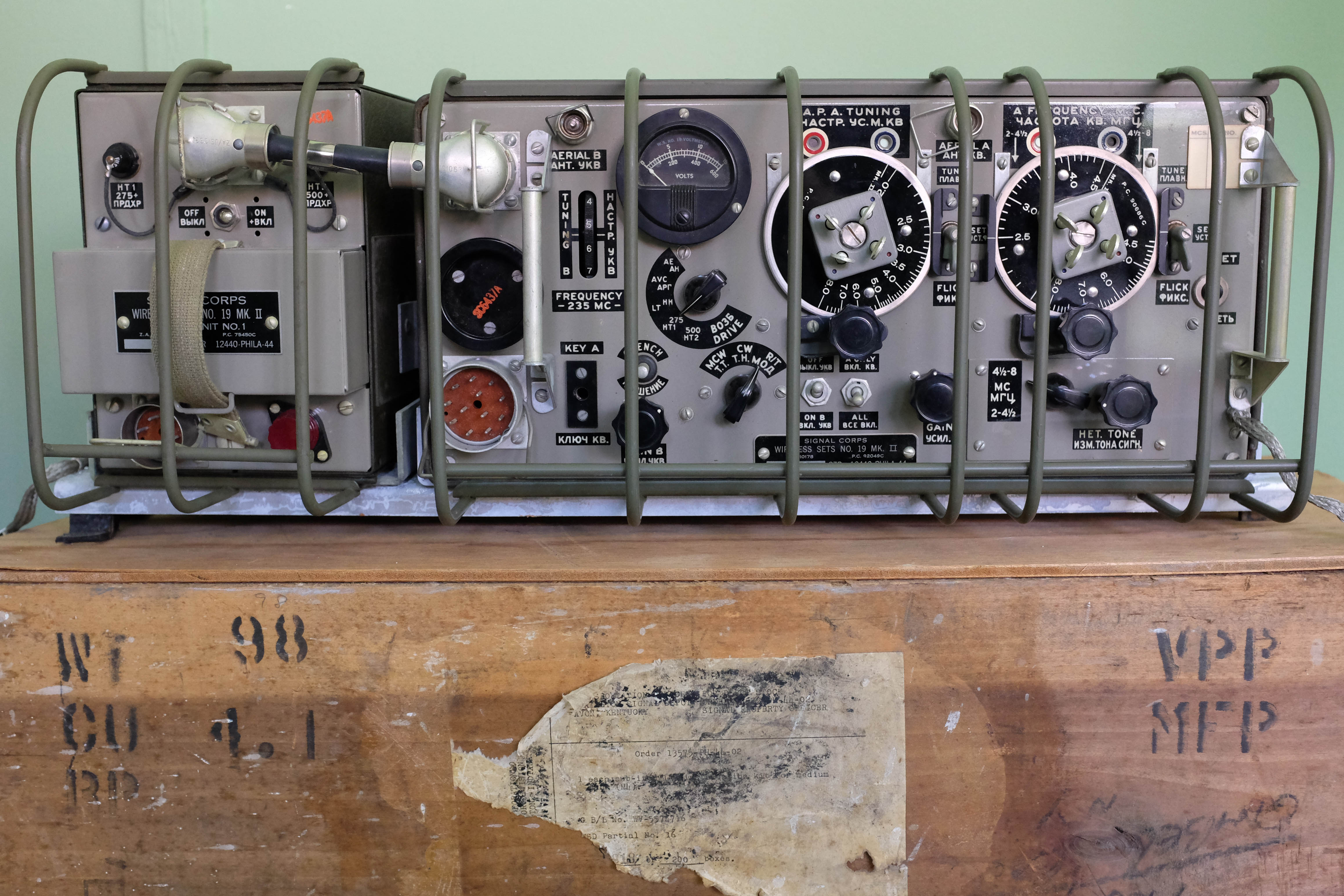
Das Wireless Set No. 19 Mk. II ist ein für die britische Armee im Zweiten Weltkrieg entwickelter Transceiver (Sendeempfänger), aus heutiger Sicht ein typischer Boat anchor.

Die Metapher Boat anchor stammt aus dem amerikanischen Englisch. Sie wurde möglicherweise zum ersten Mal im Jahr 1956 vom Herausgeber (Editor) des amerikanischen Amateurfunkjournals CQ Amateur Radio verwendet, als er in einem bissigen Kommentar auf einen Leserbrief antwortete, in dem die Verwendung des Wireless Set No. 19 Mk. II vorgeschlagen worden war.

“The only conversion we seem to have on the files here at CQ calls for 100 feet of 1″ Manila line, one end of which is to be tied securely around the MK II Transceiver. This then converts the unit into a fine anchor for a small boat. If any readers have better conversions we will be glad to hear about them. –Ed.”

„Die einzige Verwendung, die wir hier bei CQ in den Akten zu haben scheinen, sieht ein 100 Fuß langes Tau von 1 Zoll vor, dessen eines Ende fest um den Mk.-II-Transceiver gebunden wird. Dies macht das Gerät dann zu einem feinen Anker für ein kleines Boot. Falls es Leser gibt, die bessere Verwendungen sehen, würden wir uns freuen, davon zu erfahren. –Ed.“

Trotz der aus heutiger Sicht zum großen Teil veralteten Technik der Boat anchor, erfreuen sich diese Geräte teilweise noch immer großer Beliebtheit bei Hobbyelektronikern und Funkamateuren, insbesondere bei Liebhabern des klassischen Amateurfunks. Aufgrund der einfacheren und leichter zu durchschauenden Technik dieser älteren Geräte im Vergleich zu den hochintegrierten modernen Erzeugnissen, gepaart mit ihrem übersichtlichen und geräumigen Aufbau, gerade aufgrund des großen Volumens, lassen sie sich viel einfacher reparieren und auch gezielt modifizieren.